# Брионе (Бергамо)
Брионе је насеље у Италији у округу Бергамо, региону Ломбардија.
Према процени из 2011. у насељу је живело 360 становника. Насеље се налази на надморској висини од 338 м.